# Рудольф II (герцог Австрии)
Рудольф II (нем. Rudolf II; 1270 — 10 мая 1290) — герцог Австрии с 27 декабря 1282 совместно с Альбрехтом I по 1 июня 1283. Из династии Габсбургов.
Рудольф II был младшим сыном германского короля Рудольфа I. В 1282 году он вместе со своим старшим братом Альбрехтом I стал герцогом Австрии и Штирии, положив таким образом начало правлению Габсбургов в этих государствах. Рудольф II также получил титул герцога Швабии, что выражало претензии Габсбургов на верховную власть в юго-западной Германии. Однако спустя всего лишь год, в 1283 году Рудольф II был вынужден отказаться от австрийского престола в пользу Альбрехта I, за что ему была обещана территориальная компенсация в будущем. Однако Альбрехт I так никогда и не передал своему брату сколь-либо существенные земельные владения. Сам Рудольф II в 1290 году неожиданно скончался. Его единственный сын Иоганн Швабский в 1308 году в качестве мести за лишение отца наследства убил Альбрехта I, ставшего к тому времени королём Германии.

## Брак и дети
- (1289) Агнесса Чешская (1269—1296), дочь Пржемысла Оттокара II, короля Чехии

Иоганн Швабский (1290—1313)